# Anthony Phillips
Anthony Edwin Phillips, född 23 december 1951 i London, England, är en brittisk musiker, mest känd som en av originalmedlemmarna i progrockgruppen Genesis.
Phillips var med och grundade Genesis 1967 och spelade gitarr på gruppens två första album, From Genesis to Revelation (1969) och Trespass (1970), innan han lämnade den 1970. Efter avhoppet studerade han klassisk musik, främst klassisk gitarr. Han släppte sitt första soloalbum, The Geese & the Ghost, 1977. Sedan dess har han fortsatt ge ut soloskivor men har även skrivit musik för filmer och TV. När Genesis gick över till mer poporienterad rock behöll Phillips mycket av gruppens ursprungliga stil, vilket har bidragit till att ge honom en kultställning bland vissa fans.

## Diskografi
Soloalbum
- 1977 – The Geese & the Ghost
- 1978 – Wise After the Event
- 1979 – Sides
- 1979 – Private Parts and Pieces
- 1980 – Private Parts and Pieces II: Back to the Pavilion
- 1981 – 1984
- 1982 – Private Parts & Pieces III: Antiques
- 1984 – Invisible Men
- 1984 – Private Parts and Pieces IV: A Catch at the Tables
- 1985 – Harvest of the Heart
- 1985 – Private Parts and Pieces V: Twelve
- 1986 – Private Parts and Pieces VI: Ivory Moon
- 1987 – Private Parts and Pieces VII: Slow Waves, Soft Stars
- 1991 – Ivory Moon
- 1991 – Finger Painting
- 1993 – Private Parts and Pieces VIII: New England
- 1997 – Private Parts and Pieces IX: Dragonfly Dreams
- 1998 – Gypsy Suite
- 1998 – Live Radio Sessions
- 1998 – Living Room Concert
- 2000 – Private Parts and Pieces X: Soirée
- 2001 – The Sky Road
- 2001 – Tarka
- 2003 – Sail the World
- 2003 – Radio Clyde
- 2003 – Soundscapes
- 2003 – Battle of the Birds
- 2006 – Field Day
- 2009 – Missing Links Volume IV: Pathways & Promenades
- 2010 – Ahead of the Field: Music for TV and Film
- 2012 – Seventh Heaven (med Andrew Skeet)
- 2012 – Private Parts & Pieces XI: City of Dreams
- 2019 – Strings of Light